# Lenny Kravitz/Auszeichnungen für Musikverkäufe

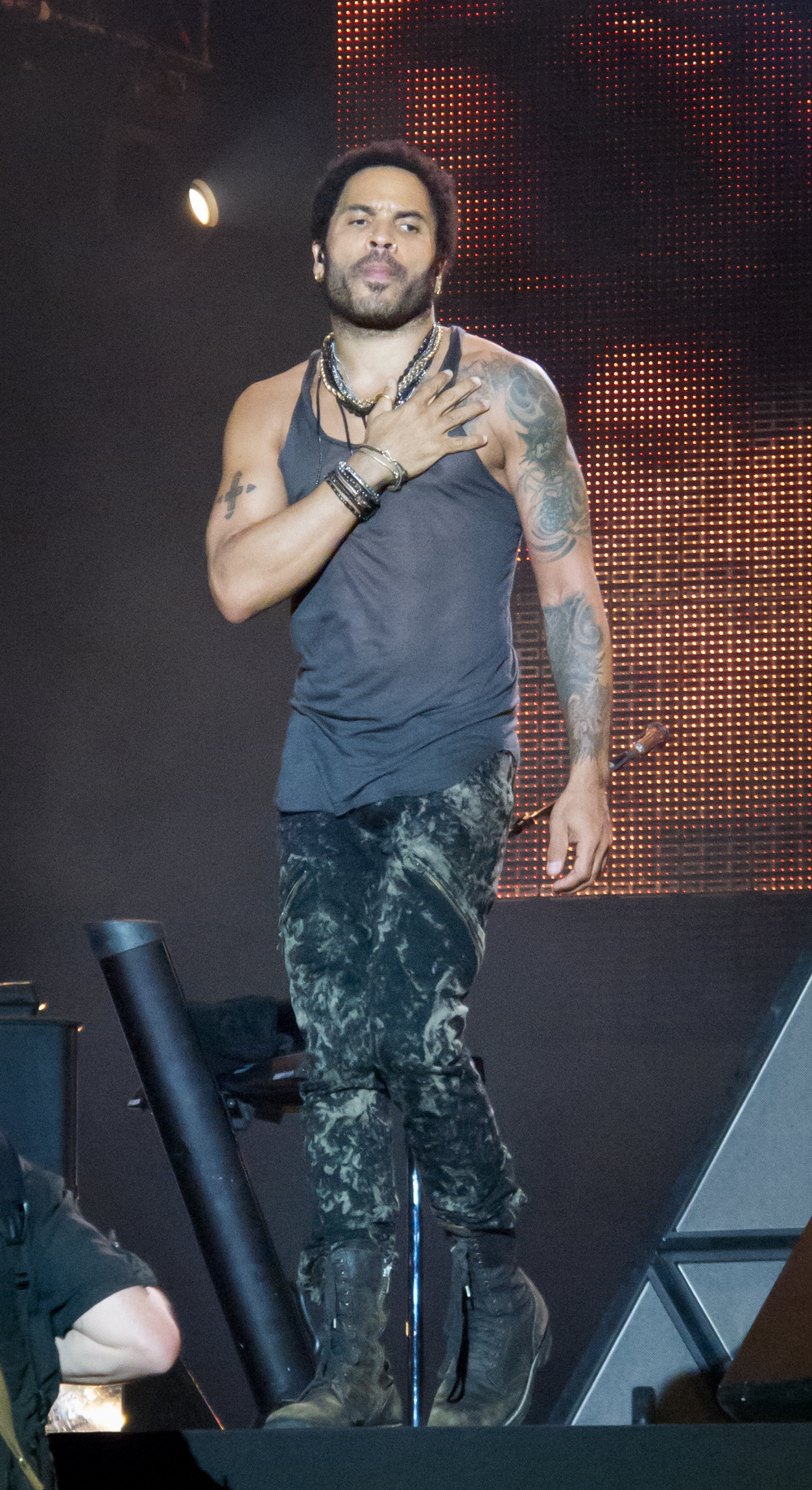
Lenny Kravitz (2012)

Dies ist eine Übersicht über die Auszeichnungen für Musikverkäufe des US-amerikanischen Musikers Lenny Kravitz. Die Auszeichnungen finden sich nach ihrer Art (Gold, Platin usw.), nach Staaten getrennt in chronologischer Reihenfolge, geordnet sowie nach den Tonträgern selbst, ebenfalls in chronologischer Reihenfolge, getrennt nach Medium (Alben, Singles usw.), wieder.

## Auszeichnungen
| - Frankreich - 1992: für die Single Are You Gonna Go My Way - Kroatien - 1999: für das Album 5 - Portugal - 2004: für das Album Baptism - Vereinigtes Königreich - 1990: für die Autorenbeteiligung Justify My Love (Madonna) - 2024: für die Single It Ain’t Over ’Til It’s Over - Argentinien - 1993: für das Album Are You Gonna Go My Way - 1995: für das Album Circus - 1997: für das Album Mama Said - 1999: für das Album 5 - 2004: für das Album Lenny - 2005: für das Album Baptism - 2011: für das Album Black and White America - Australien - 1991: für die Autorenbeteiligung Justify My Love (Madonna) - 1991: für das Album Mama Said - 1993: für die Single Believe - 1999: für die Single Fly Away - 1999: für die Single American Woman - 2001: für die Single Again - Belgien - 2002: für das Album Lenny - 2008: für das Album It Is Time for a Love Revolution - Brasilien - 2001: für das Album Greatest Hits - 2022: für die Single Low - Dänemark - 2001: für das Album Greatest Hits - 2002: für das Album Lenny - Deutschland - 1994: für das Album Are You Gonna Go My Way - 1999: für das Album 5 - 2004: für das Album Baptism - 2008: für das Album It Is Time for a Love Revolution - 2011: für das Album Mama Said - 2018: für die Single I’ll Be Waiting - Finnland - 2000: für das Album Greatest Hits - Frankreich - 1995: für das Album Circus - 2000: für das Album Let Love Rule - 2011: für das Album Black and White America - 2018: für das Album Raise Vibration - Irland - 1999: für das Album 5 - Israel - 1999: für das Album 5 - Italien - 2018: für die Single Low - 2024: für die Single Are You Gonna Go My Way - 2024: für die Single Fly Away - 2024: für die Single It Ain’t Over ’Til It’s Over - Japan - 2001: für das Album Lenny - 2008: für die Single I’ll Be Waiting (Mobile Downloads) - Kanada - 1991: für die Autorenbeteiligung Justify My Love (Madonna) - 2005: für das Album Baptism - Mexiko - 2001: für das Album Greatest Hits - Neuseeland - 1993: für die Single Believe - 1995: für das Album Circus - Niederlande - 1991: für das Album Let Love Rule - 1999: für das Album 5 - 2003: für das Album Lenny - 2003: für das Album Circus - Norwegen - 1994: für das Album Are You Gonna Go My Way - 1999: für das Album 5 - Österreich - 1998: für das Album 5 - 1999: für das Album Mama Said - 2001: für das Album Lenny - 2008: für das Album It Is Time for a Love Revolution - Polen - 1999: für das Album 5 - 2008: für das Album It Is Time for a Love Revolution - 2011: für das Album Black and White America - Russland - 2008: für das Album It Is Time for a Love Revolution - Schweden - 1993: für das Album Are You Gonna Go My Way - 1995: für das Album Mama Said - 1999: für das Album 5 - Schweiz - 1991: für das Album Let Love Rule - 1991: für das Album Mama Said - 1995: für das Album Circus - 2004: für das Album Baptism - 2008: für die Single I’ll Be Waiting - 2008: für das Album It Is Time for a Love Revolution - 2011: für das Album Black and White America - Singapur - 1999: für das Album 5 - Spanien - 1993: für das Album Are You Gonna Go My Way - 1996: für das Album Circus - 2024: für die Single Are You Gonna Go My Way - 2024: für die Single Fly Away - 2024: für die Single It Ain’t Over ’Til It’s Over - Tschechien - 1999: für das Album 5 - Vereinigte Staaten - 1995: für das Album Let Love Rule - 1995: für das Album Circus - 2004: für das Album Baptism - 2005: für die Single Lady - Vereinigtes Königreich - 1993: für das Album Let Love Rule - 1993: für das Album Are You Gonna Go My Way - 1995: für das Album Circus - 2023: für die Single Are You Gonna Go My Way | - Frankreich - 1999: für das Album 5 - Argentinien - 2002: für das Videoalbum Lenny Live - Australien - 1993: für die Single Are You Gonna Go My Way - 1999: für das Album 5 - Brasilien - 2008: für die Single Uncharted Terrain - 2008: für die Single Confused - 2008: für die Single Calling All Angels - 2008: für die Single Again - 2008: für die Single Fly Away - Chile - 2001: für das Album Greatest Hits - Dänemark - 1999: für das Album 5 - Deutschland - 2003: für das Album Lenny - Europa - 2003: für das Album Lenny - Frankreich - 1993: für das Album Are You Gonna Go My Way - 2000: für das Album Mama Said - 2000: für das Album Greatest Hits - 2008: für das Album It Is Time for a Love Revolution - Italien - 2014: für die Single The Chamber - 2019: für das Album Greatest Hits - Japan - 1994: für das Album Are You Gonna Go My Way - 1995: für das Album Circus - 1998: für das Album 5 - 2000: für das Album Greatest Hits - Kanada - 1991: für das Album Mama Said - 1993: für das Album Let Love Rule - 1999: für das Album 5 - 2001: für das Album Lenny - Neuseeland - 1999: für das Album 5 - 2022: für die Single Fly Away - 2023: für die Single Are You Gonna Go My Way - Niederlande - 1991: für das Album Mama Said - 1999: für das Album Are You Gonna Go My Way - 2001: für das Album Greatest Hits - Norwegen - 2001: für das Album Greatest Hits - Österreich - 2001: für das Album Greatest Hits - 2004: für das Album Baptism - Polen - 2002: für das Album Greatest Hits - Portugal - 1999: für das Album 5 - Schweden - 2001: für das Album Greatest Hits - Schweiz - 1994: für das Album Are You Gonna Go My Way - 1999: für das Album 5 - 2000: für das Album Greatest Hits - 2001: für das Album Lenny - Spanien - 1999: für das Album 5 - 2001: für das Album Lenny - Uruguay - 2001: für das Album Greatest Hits - Vereinigte Staaten - 1991: für die Autorenbeteiligung Justify My Love (Madonna) - 1995: für das Album Mama Said - 2001: für das Album Lenny - Vereinigtes Königreich - 1995: für das Album Mama Said - 1999: für das Album 5 - 2022: für die Single Fly Away | - Schweiz - 1999: für das Album 5 - Argentinien - 2002: für das Album Greatest Hits - Australien - 1994: für das Album Are You Gonna Go My Way - 2001: für das Album Greatest Hits - Deutschland - 2011: für das Album Greatest Hits - Europa - 2005: für das Album 5 - Italien - 1999: für das Album 5 - 2002: für das Album Lenny - Neuseeland - 1994: für das Album Are You Gonna Go My Way - Spanien - 2006: für das Album Greatest Hits - Vereinigte Staaten - 1995: für das Album Are You Gonna Go My Way - 1999: für das Album 5 - Vereinigtes Königreich - 2023: für das Album Greatest Hits - Belgien - 2008: für das Album Greatest Hits - Europa - 2004: für das Album Greatest Hits - Neuseeland - 2001: für das Album Greatest Hits - Vereinigte Staaten - 2001: für das Album Greatest Hits - Kanada - 1993: für das Album Are You Gonna Go My Way - 2001: für das Album Greatest Hits - Vereinigte Staaten - 1991: für die Videosingle Justify My Love (Madonna) - Brasilien - 2008: für die Single Are You Gonna Go My Way |

## Auszeichnungen nach Alben

### Let Love Rule
| Land/Region                  | Auszeichnungen für Musikverkäufe (Land/Region, Auszeichnung, Verkäufe) | Verkäufe |
| ---------------------------- | ---------------------------------------------------------------------- | -------- |
| Frankreich (SNEP)            | Gold                                                                   | 100.000  |
| Kanada (MC)                  | Platin                                                                 | 100.000  |
| Niederlande (NVPI)           | Gold                                                                   | 50.000   |
| Schweiz (IFPI)               | Gold                                                                   | 25.000   |
| Vereinigte Staaten (RIAA)    | Gold                                                                   | 500.000  |
| Vereinigtes Königreich (BPI) | Gold                                                                   | 100.000  |
| Insgesamt                    | 5× Gold · 1× Platin ·                                                  | 875.000  |

### Mama Said
| Land/Region                  | Auszeichnungen für Musikverkäufe (Land/Region, Auszeichnung, Verkäufe) | Verkäufe  |
| ---------------------------- | ---------------------------------------------------------------------- | --------- |
| Argentinien (CAPIF)          | Gold                                                                   | 30.000    |
| Australien (ARIA)            | Gold                                                                   | 35.000    |
| Deutschland (BVMI)           | Gold                                                                   | 250.000   |
| Frankreich (SNEP)            | Platin                                                                 | 300.000   |
| Kanada (MC)                  | Platin                                                                 | 100.000   |
| Niederlande (NVPI)           | Platin                                                                 | 100.000   |
| Österreich (IFPI)            | Gold                                                                   | 25.000    |
| Schweden (IFPI)              | Gold                                                                   | 50.000    |
| Schweiz (IFPI)               | Gold                                                                   | 25.000    |
| Vereinigte Staaten (RIAA)    | Platin                                                                 | 1.000.000 |
| Vereinigtes Königreich (BPI) | Platin                                                                 | 300.000   |
| Insgesamt                    | 6× Gold · 5× Platin ·                                                  | 2.180.000 |

### Are You Gonna Go My Way
| Land/Region                  | Auszeichnungen für Musikverkäufe (Land/Region, Auszeichnung, Verkäufe) | Verkäufe  |
| ---------------------------- | ---------------------------------------------------------------------- | --------- |
| Argentinien (CAPIF)          | Gold                                                                   | 30.000    |
| Australien (ARIA)            | 2× Platin                                                              | 140.000   |
| Deutschland (BVMI)           | Gold                                                                   | 250.000   |
| Frankreich (SNEP)            | Platin                                                                 | 300.000   |
| Japan (RIAJ)                 | Platin                                                                 | 200.000   |
| Kanada (MC)                  | 4× Platin                                                              | 400.000   |
| Neuseeland (RMNZ)            | 2× Platin                                                              | 30.000    |
| Niederlande (NVPI)           | Platin                                                                 | 100.000   |
| Norwegen (IFPI)              | Gold                                                                   | 25.000    |
| Schweden (IFPI)              | Gold                                                                   | 50.000    |
| Schweiz (IFPI)               | Platin                                                                 | 50.000    |
| Spanien (Promusicae)         | Gold                                                                   | 50.000    |
| Vereinigte Staaten (RIAA)    | 2× Platin                                                              | 2.000.000 |
| Vereinigtes Königreich (BPI) | Gold                                                                   | 100.000   |
| Insgesamt                    | 6× Gold · 14× Platin ·                                                 | 3.625.000 |

### Circus
| Land/Region                  | Auszeichnungen für Musikverkäufe (Land/Region, Auszeichnung, Verkäufe) | Verkäufe  |
| ---------------------------- | ---------------------------------------------------------------------- | --------- |
| Argentinien (CAPIF)          | Gold                                                                   | 30.000    |
| Frankreich (SNEP)            | Gold                                                                   | 100.000   |
| Japan (RIAJ)                 | Platin                                                                 | 200.000   |
| Neuseeland (RMNZ)            | Gold                                                                   | 7.500     |
| Niederlande (NVPI)           | Gold                                                                   | 50.000    |
| Schweiz (IFPI)               | Gold                                                                   | 25.000    |
| Spanien (Promusicae)         | Gold                                                                   | 50.000    |
| Vereinigte Staaten (RIAA)    | Gold                                                                   | 500.000   |
| Vereinigtes Königreich (BPI) | Gold                                                                   | 100.000   |
| Insgesamt                    | 8× Gold · 1× Platin ·                                                  | 1.062.500 |

### 5
| Land/Region                  | Auszeichnungen für Musikverkäufe (Land/Region, Auszeichnung, Verkäufe) | Verkäufe  |
| ---------------------------- | ---------------------------------------------------------------------- | --------- |
| Argentinien (CAPIF)          | Gold                                                                   | 30.000    |
| Australien (ARIA)            | Platin                                                                 | 70.000    |
| Dänemark (IFPI)              | Platin                                                                 | (50.000)  |
| Deutschland (BVMI)           | Gold                                                                   | (250.000) |
| Europa (IFPI)                | 2× Platin                                                              | 2.000.000 |
| Frankreich (SNEP)            | 2× Gold                                                                | (200.000) |
| Irland (IRMA)                | Gold                                                                   | (7.500)   |
| Israel (IFPI)                | Gold                                                                   | (10.000)  |
| Italien (FIMI)               | 2× Platin                                                              | (200.000) |
| Japan (RIAJ)                 | Platin                                                                 | 200.000   |
| Kanada (MC)                  | Platin                                                                 | 100.000   |
| Kroatien (HDU)               | Silber                                                                 | (3.000)   |
| Neuseeland (RMNZ)            | Platin                                                                 | 15.000    |
| Niederlande (NVPI)           | Gold                                                                   | (40.000)  |
| Norwegen (IFPI)              | Gold                                                                   | (25.000)  |
| Österreich (IFPI)            | Gold                                                                   | (25.000)  |
| Polen (ZPAV)                 | Gold                                                                   | (50.000)  |
| Portugal (AFP)               | Platin                                                                 | (40.000)  |
| Schweden (IFPI)              | Gold                                                                   | (50.000)  |
| Schweiz (IFPI)               | 3× Gold                                                                | (75.000)  |
| Singapur (RIAS)              | Gold                                                                   | 7.500     |
| Tschechien (IFPI)            | Gold                                                                   | (5.000)   |
| Spanien (Promusicae)         | Platin                                                                 | (100.000) |
| Vereinigte Staaten (RIAA)    | 2× Platin                                                              | 2.000.000 |
| Vereinigtes Königreich (BPI) | Platin                                                                 | (300.000) |
| Insgesamt                    | 1× Silber · 14× Gold · 15× Platin ·                                    | 4.422.500 |

### Greatest Hits
| Land/Region                  | Auszeichnungen für Musikverkäufe (Land/Region, Auszeichnung, Verkäufe) | Verkäufe  |
| ---------------------------- | ---------------------------------------------------------------------- | --------- |
| Argentinien (CAPIF)          | 2× Platin                                                              | 80.000    |
| Australien (ARIA)            | 2× Platin                                                              | 140.000   |
| Belgien (BRMA)               | 3× Platin                                                              | (150.000) |
| Brasilien (PMB)              | Gold                                                                   | 100.000   |
| Chile (IFPI)                 | Platin                                                                 | 25.000    |
| Dänemark (IFPI)              | Gold                                                                   | (25.000)  |
| Deutschland (BVMI)           | 2× Platin                                                              | (600.000) |
| Europa (IFPI)                | 3× Platin                                                              | 3.000.000 |
| Finnland (IFPI)              | Gold                                                                   | (20.587)  |
| Frankreich (SNEP)            | Platin                                                                 | (300.000) |
| Italien (FIMI)               | Platin                                                                 | (50.000)  |
| Japan (RIAJ)                 | Platin                                                                 | 200.000   |
| Kanada (MC)                  | 4× Platin                                                              | 400.000   |
| Mexiko (AMPROFON)            | Gold                                                                   | 75.000    |
| Neuseeland (RMNZ)            | 3× Platin                                                              | 45.000    |
| Niederlande (NVPI)           | Platin                                                                 | (80.000)  |
| Norwegen (IFPI)              | Platin                                                                 | (50.000)  |
| Österreich (IFPI)            | Platin                                                                 | (50.000)  |
| Polen (ZPAV)                 | Platin                                                                 | (70.000)  |
| Schweden (IFPI)              | Platin                                                                 | (80.000)  |
| Schweiz (IFPI)               | Platin                                                                 | (50.000)  |
| Spanien (Promusicae)         | 2× Platin                                                              | (200.000) |
| Uruguay (CUD)                | Platin                                                                 | 6.000     |
| Vereinigte Staaten (RIAA)    | 3× Platin                                                              | 3.000.000 |
| Vereinigtes Königreich (BPI) | 2× Platin                                                              | (600.000) |
| Insgesamt                    | 4× Gold · 37× Platin ·                                                 | 7.121.000 |

### Lenny
| Land/Region               | Auszeichnungen für Musikverkäufe (Land/Region, Auszeichnung, Verkäufe) | Verkäufe  |
| ------------------------- | ---------------------------------------------------------------------- | --------- |
| Argentinien (CAPIF)       | Gold                                                                   | 20.000    |
| Belgien (BRMA)            | Gold                                                                   | (25.000)  |
| Dänemark (IFPI)           | Gold                                                                   | (25.000)  |
| Deutschland (BVMI)        | Platin                                                                 | (300.000) |
| Europa (IFPI)             | Platin                                                                 | 1.000.000 |
| Italien (FIMI)            | 2× Platin                                                              | (200.000) |
| Japan (RIAJ)              | Gold                                                                   | 100.000   |
| Kanada (MC)               | Platin                                                                 | 100.000   |
| Niederlande (NVPI)        | Gold                                                                   | (40.000)  |
| Österreich (IFPI)         | Gold                                                                   | (20.000)  |
| Schweiz (IFPI)            | Platin                                                                 | (40.000)  |
| Spanien (Promusicae)      | Platin                                                                 | (100.000) |
| Vereinigte Staaten (RIAA) | Platin                                                                 | 1.000.000 |
| Insgesamt                 | 6× Gold · 8× Platin ·                                                  | 2.220.000 |

### Baptism
| Land/Region               | Auszeichnungen für Musikverkäufe (Land/Region, Auszeichnung, Verkäufe) | Verkäufe |
| ------------------------- | ---------------------------------------------------------------------- | -------- |
| Argentinien (CAPIF)       | Gold                                                                   | 20.000   |
| Deutschland (BVMI)        | Gold                                                                   | 150.000  |
| Kanada (MC)               | Gold                                                                   | 50.000   |
| Österreich (IFPI)         | Platin                                                                 | 30.000   |
| Portugal (AFP)            | Silber                                                                 | 10.000   |
| Schweiz (IFPI)            | Gold                                                                   | 20.000   |
| Vereinigte Staaten (RIAA) | Gold                                                                   | 500.000  |
| Insgesamt                 | 1× Silber · 5× Gold · 1× Platin ·                                      | 780.000  |

### It Is Time for a Love Revolution
| Land/Region        | Auszeichnungen für Musikverkäufe (Land/Region, Auszeichnung, Verkäufe) | Verkäufe |
| ------------------ | ---------------------------------------------------------------------- | -------- |
| Belgien (BRMA)     | Gold                                                                   | 15.000   |
| Deutschland (BVMI) | Gold                                                                   | 100.000  |
| Frankreich (SNEP)  | Platin                                                                 | 200.000  |
| Österreich (IFPI)  | Gold                                                                   | 10.000   |
| Polen (ZPAV)       | Gold                                                                   | 10.000   |
| Russland (NFPF)    | Gold                                                                   | 10.000   |
| Schweiz (IFPI)     | Gold                                                                   | 15.000   |
| Insgesamt          | 6× Gold · 1× Platin ·                                                  | 360.000  |

### Black and White America
| Land/Region         | Auszeichnungen für Musikverkäufe (Land/Region, Auszeichnung, Verkäufe) | Verkäufe |
| ------------------- | ---------------------------------------------------------------------- | -------- |
| Argentinien (CAPIF) | Gold                                                                   | 20.000   |
| Frankreich (SNEP)   | Gold                                                                   | 50.000   |
| Polen (ZPAV)        | Gold                                                                   | 10.000   |
| Schweiz (IFPI)      | Gold                                                                   | 15.000   |
| Insgesamt           | 4× Gold ·                                                              | 95.000   |

### Raise Vibration
| Land/Region       | Auszeichnungen für Musikverkäufe (Land/Region, Auszeichnung, Verkäufe) | Verkäufe |
| ----------------- | ---------------------------------------------------------------------- | -------- |
| Frankreich (SNEP) | Gold                                                                   | 50.000   |
| Insgesamt         | 1× Gold ·                                                              | 50.000   |

## Auszeichnungen nach Singles

### It Ain’t Over ’Til It’s Over
| Land/Region                  | Auszeichnungen für Musikverkäufe (Land/Region, Auszeichnung, Verkäufe) | Verkäufe |
| ---------------------------- | ---------------------------------------------------------------------- | -------- |
| Italien (FIMI)               | Gold                                                                   | 50.000   |
| Spanien (Promusicae)         | Gold                                                                   | 30.000   |
| Vereinigtes Königreich (BPI) | Silber                                                                 | 200.000  |
| Insgesamt                    | 1× Silber · 2× Gold ·                                                  | 280.000  |

### Are You Gonna Go My Way
| Land/Region                  | Auszeichnungen für Musikverkäufe (Land/Region, Auszeichnung, Verkäufe) | Verkäufe |
| ---------------------------- | ---------------------------------------------------------------------- | -------- |
| Australien (ARIA)            | Platin                                                                 | 70.000   |
| Brasilien (PMB)              | Diamant                                                                | 250.000  |
| Frankreich (SNEP)            | Silber                                                                 | 125.000  |
| Italien (FIMI)               | Gold                                                                   | 50.000   |
| Neuseeland (RMNZ)            | Platin                                                                 | 30.000   |
| Spanien (Promusicae)         | Gold                                                                   | 30.000   |
| Vereinigtes Königreich (BPI) | Gold                                                                   | 400.000  |
| Insgesamt                    | 1× Silber · 3× Gold · 2× Platin · 1× Diamant ·                         | 955.000  |

### Believe
| Land/Region       | Auszeichnungen für Musikverkäufe (Land/Region, Auszeichnung, Verkäufe) | Verkäufe |
| ----------------- | ---------------------------------------------------------------------- | -------- |
| Australien (ARIA) | Gold                                                                   | 35.000   |
| Neuseeland (RMNZ) | Gold                                                                   | 5.000    |
| Insgesamt         | 2× Gold ·                                                              | 40.000   |

### Fly Away
| Land/Region                  | Auszeichnungen für Musikverkäufe (Land/Region, Auszeichnung, Verkäufe) | Verkäufe |
| ---------------------------- | ---------------------------------------------------------------------- | -------- |
| Australien (ARIA)            | Gold                                                                   | 35.000   |
| Brasilien (PMB)              | Platin                                                                 | 60.000   |
| Italien (FIMI)               | Gold                                                                   | 50.000   |
| Neuseeland (RMNZ)            | Platin                                                                 | 30.000   |
| Spanien (Promusicae)         | Gold                                                                   | 30.000   |
| Vereinigtes Königreich (BPI) | Platin                                                                 | 600.000  |
| Insgesamt                    | 3× Gold · 3× Platin ·                                                  | 805.000  |

### American Woman
| Land/Region       | Auszeichnungen für Musikverkäufe (Land/Region, Auszeichnung, Verkäufe) | Verkäufe |
| ----------------- | ---------------------------------------------------------------------- | -------- |
| Australien (ARIA) | Gold                                                                   | 35.000   |
| Insgesamt         | 1× Gold ·                                                              | 35.000   |

### Again
| Land/Region       | Auszeichnungen für Musikverkäufe (Land/Region, Auszeichnung, Verkäufe) | Verkäufe |
| ----------------- | ---------------------------------------------------------------------- | -------- |
| Australien (ARIA) | Gold                                                                   | 35.000   |
| Brasilien (PMB)   | Platin                                                                 | 60.000   |
| Insgesamt         | 1× Gold · 1× Platin ·                                                  | 95.000   |

### Calling All Angels
| Land/Region     | Auszeichnungen für Musikverkäufe (Land/Region, Auszeichnung, Verkäufe) | Verkäufe |
| --------------- | ---------------------------------------------------------------------- | -------- |
| Brasilien (PMB) | Platin                                                                 | 60.000   |
| Insgesamt       | 1× Platin ·                                                            | 60.000   |

### Lady
| Land/Region               | Auszeichnungen für Musikverkäufe (Land/Region, Auszeichnung, Verkäufe) | Verkäufe |
| ------------------------- | ---------------------------------------------------------------------- | -------- |
| Vereinigte Staaten (RIAA) | Gold                                                                   | 500.000  |
| Insgesamt                 | 1× Gold ·                                                              | 500.000  |

### I’ll Be Waiting
| Land/Region        | Auszeichnungen für Musikverkäufe (Land/Region, Auszeichnung, Verkäufe) | Verkäufe |
| ------------------ | ---------------------------------------------------------------------- | -------- |
| Deutschland (BVMI) | Gold                                                                   | 150.000  |
| Japan (RIAJ)       | Gold                                                                   | 100.000  |
| Schweiz (IFPI)     | Gold                                                                   | 15.000   |
| Insgesamt          | 3× Gold ·                                                              | 265.000  |

### Uncharted Terrain
| Land/Region     | Auszeichnungen für Musikverkäufe (Land/Region, Auszeichnung, Verkäufe) | Verkäufe |
| --------------- | ---------------------------------------------------------------------- | -------- |
| Brasilien (PMB) | Platin                                                                 | 60.000   |
| Insgesamt       | 1× Platin ·                                                            | 60.000   |

### Confused
| Land/Region     | Auszeichnungen für Musikverkäufe (Land/Region, Auszeichnung, Verkäufe) | Verkäufe |
| --------------- | ---------------------------------------------------------------------- | -------- |
| Brasilien (PMB) | Platin                                                                 | 60.000   |
| Insgesamt       | 1× Platin ·                                                            | 60.000   |

### The Chamber
| Land/Region    | Auszeichnungen für Musikverkäufe (Land/Region, Auszeichnung, Verkäufe) | Verkäufe |
| -------------- | ---------------------------------------------------------------------- | -------- |
| Italien (FIMI) | Platin                                                                 | 30.000   |
| Insgesamt      | 1× Platin ·                                                            | 30.000   |

### Low
| Land/Region       | Auszeichnungen für Musikverkäufe (Land/Region, Auszeichnung, Verkäufe) | Verkäufe |
| ----------------- | ---------------------------------------------------------------------- | -------- |
| Brasilien (PMB)   | Gold                                                                   | 20.000   |
| Frankreich (SNEP) | —                                                                      | 14.100   |
| Italien (FIMI)    | Gold                                                                   | 25.000   |
| Insgesamt         | 2× Gold ·                                                              | 59.100   |

## Auszeichnungen nach Autorenbeteiligungen und Produktionen

### Justify My Love (Madonna)
| Land/Region                  | Auszeichnungen für Musikverkäufe (Land/Region, Auszeichnung, Verkäufe) | Verkäufe  |
| ---------------------------- | ---------------------------------------------------------------------- | --------- |
| Australien (ARIA)            | Gold                                                                   | 35.000    |
| Kanada (MC)                  | Gold                                                                   | 50.000    |
| Vereinigte Staaten (RIAA)    | Platin (Single) · + 4× Platin (Videosingle)                            | 1.200.000 |
| Vereinigtes Königreich (BPI) | Silber                                                                 | 275.500   |
| Insgesamt                    | 1× Silber · 2× Gold · 5× Platin ·                                      | 1.560.500 |

## Auszeichnungen nach Videoalben

### Lenny Live
| Land/Region         | Auszeichnungen für Musikverkäufe (Land/Region, Auszeichnung, Verkäufe) | Verkäufe |
| ------------------- | ---------------------------------------------------------------------- | -------- |
| Argentinien (CAPIF) | Platin                                                                 | 8.000    |
| Insgesamt           | 1× Platin ·                                                            | 8.000    |

## Statistik und Quellen
| Land/RegionAuszeichnungen für Musikverkäufe (Land/Region, Auszeichnungen, Verkäufe, Quellen) | Silber     | Gold       | Platin       | Diamant  | Verkäufe    | Quellen                                                    |
| -------------------------------------------------------------------------------------------- | ---------- | ---------- | ------------ | -------- | ----------- | ---------------------------------------------------------- |
| Argentinien (CAPIF)                                                                          | —          | 7× Gold7   | 3× Platin3   | —        | 268.000     | capif.org.ar AR2                                           |
| Australien (ARIA)                                                                            | —          | 6× Gold6   | 6× Platin6   | —        | 630.000     | aria.com.au                                                |
| Belgien (BRMA)                                                                               | —          | 2× Gold2   | 3× Platin3   | —        | 190.000     | ultratop.be                                                |
| Brasilien (PMB)                                                                              | —          | 2× Gold2   | 5× Platin5   | Diamant1 | 670.000     | pro-musicabr.org.br BR2                                    |
| Chile (IFPI)                                                                                 | —          | —          | Platin1      | —        | 25.000      | Einzelnachweise                                            |
| Dänemark (IFPI)                                                                              | —          | 2× Gold2   | Platin1      | —        | 100.000     | Einzelnachweise                                            |
| Deutschland (BVMI)                                                                           | —          | 6× Gold6   | 3× Platin3   | —        | 2.050.000   | musikindustrie.de                                          |
| Europa (IFPI)                                                                                | —          | —          | 6× Platin6   | —        | (6.000.000) | ifpi.org (Memento vom 1. Januar 2014 im Internet Archive)  |
| Finnland (IFPI)                                                                              | —          | Gold1      | —            | —        | 20.587      | ifpi.fi                                                    |
| Frankreich (SNEP)                                                                            | Silber1    | 6× Gold6   | 4× Platin4   | —        | 1.739.100   | infodisc.fr snepmusique.com                                |
| Irland (IRMA)                                                                                | —          | Gold1      | —            | —        | 7.500       | Einzelnachweise                                            |
| Israel (IFPI)                                                                                | —          | Gold1      | —            | —        | 10.000      | Einzelnachweise                                            |
| Italien (FIMI)                                                                               | —          | 4× Gold4   | 6× Platin6   | —        | 655.000     | fimi.it                                                    |
| Japan (RIAJ)                                                                                 | —          | 2× Gold2   | 4× Platin4   | —        | 1.000.000   | riaj.or.jp JP2                                             |
| Kanada (MC)                                                                                  | —          | 2× Gold2   | 12× Platin12 | —        | 1.300.000   | musiccanada.com                                            |
| Kroatien (HDU)                                                                               | Silber1    | —          | —            | —        | 3.000       | Einzelnachweise                                            |
| Mexiko (AMPROFON)                                                                            | —          | Gold1      | —            | —        | 75.000      | amprofon.com.mx                                            |
| Neuseeland (RMNZ)                                                                            | —          | 2× Gold2   | 8× Platin8   | —        | 162.500     | aotearoamusiccharts.co.nz NZ2                              |
| Niederlande (NVPI)                                                                           | —          | 4× Gold4   | 3× Platin3   | —        | 460.000     | nvpi.nl                                                    |
| Norwegen (IFPI)                                                                              | —          | 2× Gold2   | Platin1      | —        | 100.000     | ifpi.no (Memento vom 5. November 2012 im Internet Archive) |
| Österreich (IFPI)                                                                            | —          | 4× Gold4   | 2× Platin2   | —        | 160.000     | ifpi.at                                                    |
| Polen (ZPAV)                                                                                 | —          | 3× Gold3   | Platin1      | —        | 140.000     | olis.pl                                                    |
| Portugal (AFP)                                                                               | Silber1    | —          | Platin1      | —        | 50.000      | Einzelnachweise                                            |
| Russland (NFPF)                                                                              | —          | Gold1      | —            | —        | 10.000      | 2m-online.ru                                               |
| Schweden (IFPI)                                                                              | —          | 3× Gold3   | Platin1      | —        | 230.000     | sverigetopplistan.se                                       |
| Schweiz (IFPI)                                                                               | —          | 8× Gold8   | 4× Platin4   | —        | 330.000     | hitparade.ch                                               |
| Singapur (RIAS)                                                                              | —          | Gold1      | —            | —        | 7.500       | Einzelnachweise                                            |
| Spanien (Promusicae)                                                                         | —          | 5× Gold5   | 4× Platin4   | —        | 590.000     | elportaldemusica.es ES2 ES3                                |
| Tschechien (IFPI)                                                                            | —          | Gold1      | —            | —        | 5.000       | Einzelnachweise                                            |
| Uruguay (CUD)                                                                                | —          | —          | Platin1      | —        | 6.000       | cudisco.org                                                |
| Vereinigte Staaten (RIAA)                                                                    | —          | 4× Gold4   | 14× Platin14 | —        | 12.200.000  | riaa.com                                                   |
| Vereinigtes Königreich (BPI)                                                                 | 2× Silber2 | 4× Gold4   | 5× Platin5   | —        | 2.975.500   | bpi.co.uk                                                  |
| Insgesamt                                                                                    | 5× Silber5 | 85× Gold85 | 99× Platin99 | Diamant1 |             |                                                            |